# Mohamed Naby Sylla
Pour les articles homonymes, voir Mohamed Sylla.
Mohamed Naby Sylla est un homme politique guinéen.
Depuis le 22 janvier 2022, il est conseiller au sein du Conseil national de la transition (CNT) de la république de Guinée en tant que représentant des organisations des Guinéens de l'étranger,.